# Публий Сервилий Рул
Публий Сервилий Рул (на латински: Publius Servilius Rullus) е политик на Римската република, известен с предложената от него аграрна реформа.

## Биография
Произлиза от фамилията Сервилии. Вероятно е син на Публий Сервилий Рул (монетен чиновник 89 пр.н.е.) и зет на Валгий, който забогатява с отчуждени земи на хирпините чрез диктатор Сула.
През 63 пр.н.е. той е народен трибун. Опитва се безуспешно да прокара Lex Servilia, земеделски закон, който да даде земя на нямащите земя римски селяни. Зад този закон стоят вероятно триумвирите Гай Юлий Цезар и Марк Лициний Крас още от 65 пр.н.е. Цицерон като консул 63 пр.н.е. се бори против предложения закон и държи успешни четири речи (De Lege agraria contra Rullum).
През 59 пр.н.е., когато става консул, Цезар прокарва Lex Iulia agraria, в който са значителни точки от предложения закон на Сервилий.